# .edu
.edu ist eine generische Top-Level-Domain (gTLD). Sie wurde am 1. Januar 1985 eingeführt und gehört damit zu den ältesten Domainendungen überhaupt. Für die Verwaltung von .edu ist die gemeinnützige Organisation Educause mit Sitz in Boulder (Colorado) zuständig. Bis zum Jahr 2001 wurde der Betrieb vom kommerziellen Unternehmen VeriSign durchgeführt.
Die Abkürzung .edu steht für educational, zu Deutsch etwa Bildung. Dies weist darauf hin, dass die Top-Level-Domain ausschließlich für Organisationen des Bildungssystems vorgesehen ist. Heutzutage dürfen nur entsprechende Einrichtungen aus den Vereinigten Staaten .edu-Domains bestellen, Interessenten aus anderen Ländern steht die Endung nicht offen. Die erste jemals vergebene .edu-Domain wurde am 24. April 1985 der University of California in Berkeley zugewiesen.
In der Anfangsphase konnten auch Organisationen außerhalb der USA eine .edu-Domain bestellen, was heute nicht mehr möglich ist. Bereits vergebene Adressen bestehen aber fort, so besitzen beispielsweise folgende Hochschulen .edu-Domains:
- Technische Hochschule Deggendorf: dit.edu[5]
- Karlsruher Institut für Technologie: kit.edu[6]
- Technische Universität Dortmund: udo.edu
- Technische Universität München: tum.edu[7]
- Hochschule für angewandte Wissenschaften München: hm.edu
- EBS Universität für Wirtschaft und Recht: ebs.edu
- Otto Beisheim School of Management: whu.edu
- Katholische Universität Eichstätt-Ingolstadt – Wirtschaftswissenschaftliche Fakultät: wfi.edu
- Management Center Innsbruck: mci.edu
- Europäische Akademie Bozen: eurac.edu
- Alanus Hochschule für Kunst und Gesellschaft: alanus.edu

Außerdem wurden Adressen, die vor 2001 (Stichtag 29. Oktober) vergeben wurden, auch dann weitergeführt, wenn es sich nicht um eine postsekundäre Bildungseinrichtung handelt (“grandfathering”/Bestandsschutz). Bekannte Beispiele hierfür sind z. B. das Exploratorium in San Francisco (www.exploratorium.edu), die Forschungsgruppe TECO (www.teco.edu) oder das kommerzielle Unternehmen Academia.edu. Bis heute gibt es einige kommerzielle .edu-Adressen, darunter auch solche, die das US-Bildungsministerium als “suspect” (verdächtig) einstuft.